# Belgodère
Belgodère (korsisch Bargudè; italienisch Belgodere) ist eine französische Gemeinde im Département Haute-Corse auf der Insel Korsika. Sie gehört zum Kanton L’Île-Rousse im Arrondissement Calvi.

## Geografie
Das Gemeindegebiet von Belgodère reicht von der Küste am Ligurischen Meer an der Mündung des Flusses Fiume di Regino bis in den Norden des korsischen Gebirges (höchster Punkt 813 m über dem Meer). Der Dorfkern befindet sich auf ungefähr 310 Metern über dem Meeresspiegel. Der zur Gemeinde Belgodère gehörende Ortsteil Losari (auch Lozari, bzw. korsisch L'Òsari) liegt auf geringer Höhe nahe dem Strand und ist touristisch geprägt.
Olmi-Cappella ist eine Nachbargemeinde im Südosten.

### Verkehr
Im Gemeindegebiet von Belgodère gibt es zwei Haltestellen an der Bahnstrecke Ponte-Leccia–Calvi, PK 79+800 und Belgodère.
Innerhalb der Gemeindegemarkung zweigt mit der Route nationale 1197 eine Entlastungsstraße über Palasca ab.

## Bevölkerungsentwicklung
| Jahr      | 1962 | 1968 | 1975 | 1982 | 1990 | 1999 | 2006 | 2008 | 2012 |
| --------- | ---- | ---- | ---- | ---- | ---- | ---- | ---- | ---- | ---- |
| Einwohner | 489  | 443  | 367  | 453  | 331  | 371  | 457  | 477  | 525  |

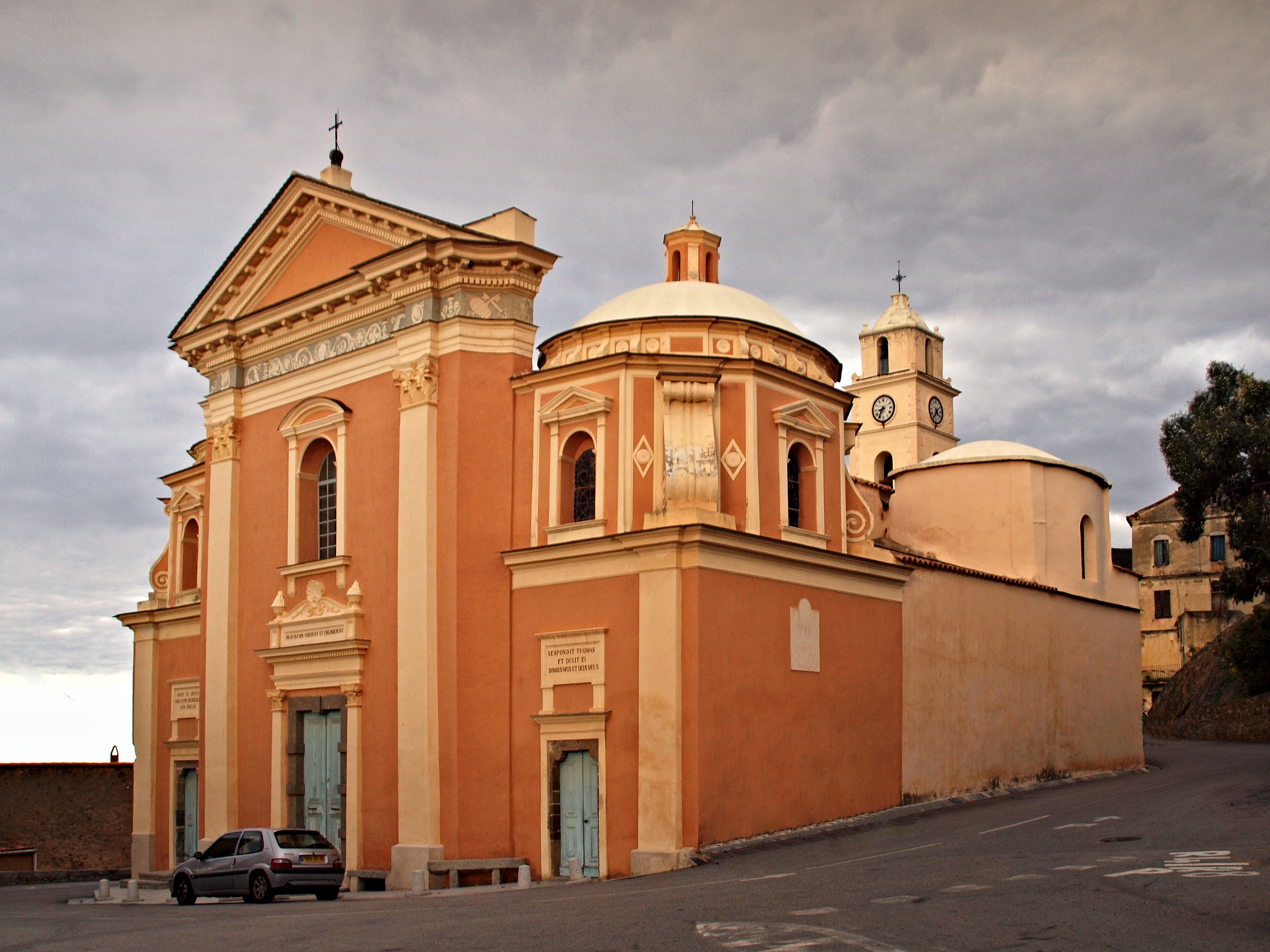
Kirche Saint-Thomas, ein Monument historique
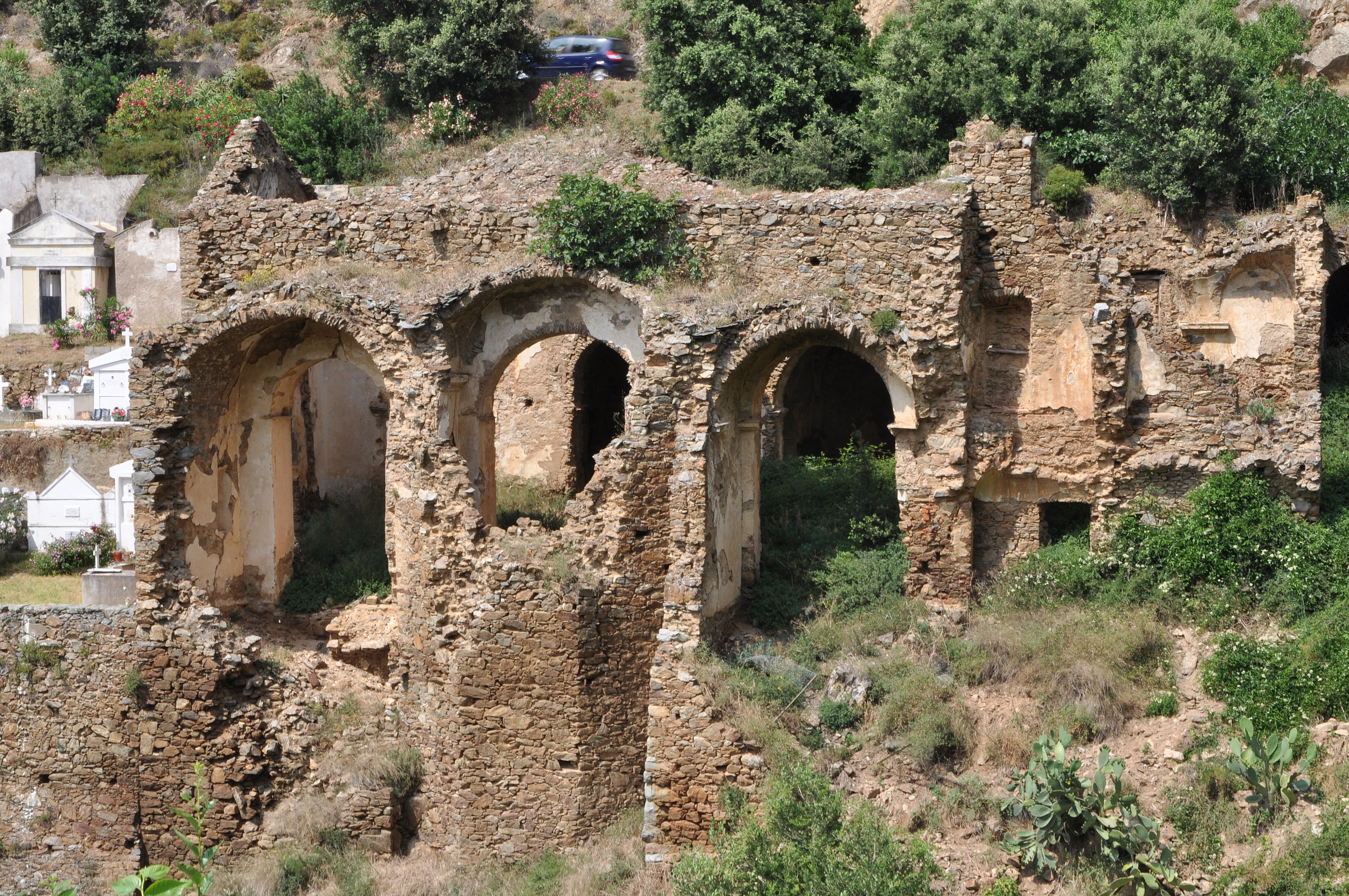
Kirchenruine
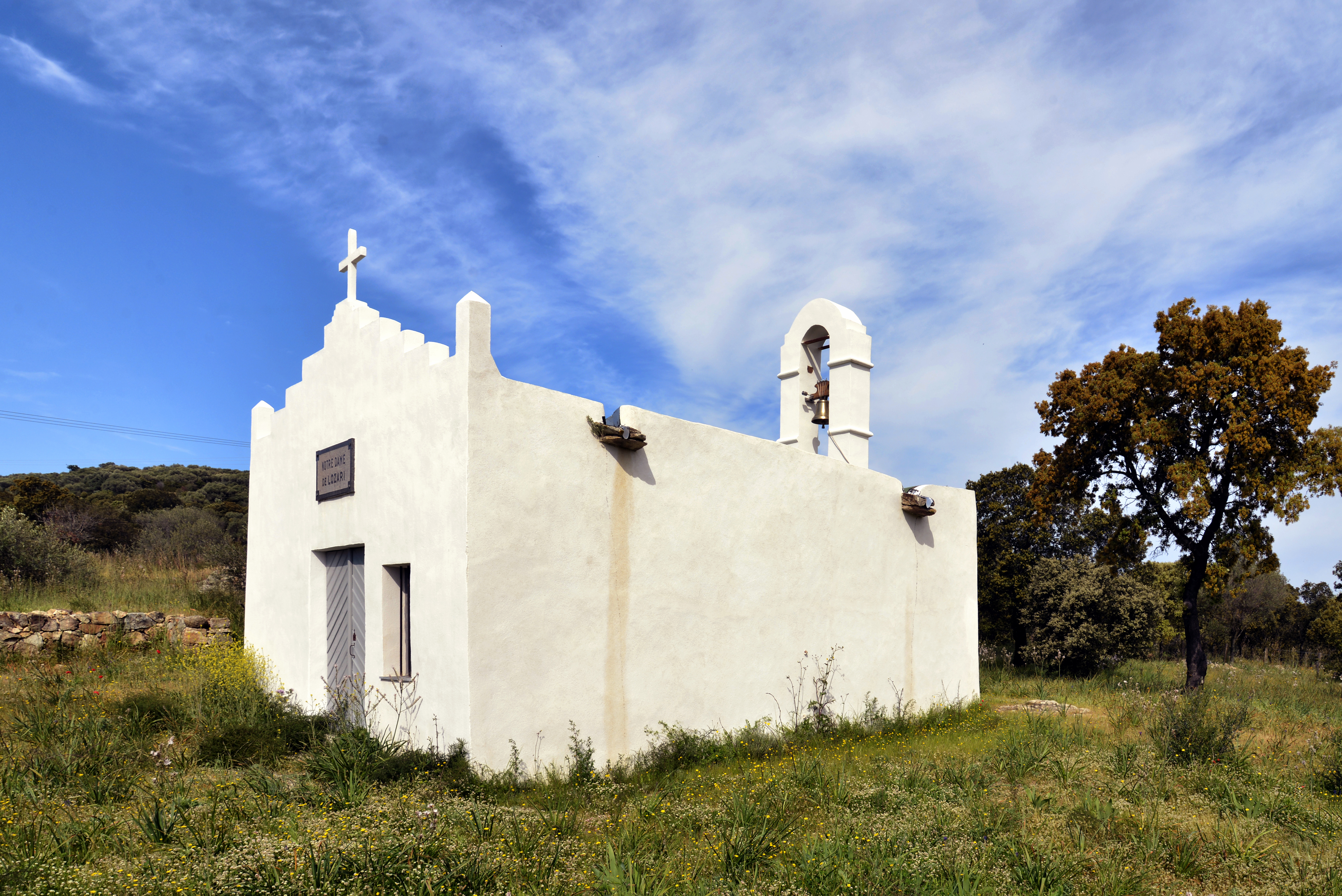
Kapelle Notre-Dame de Lozari
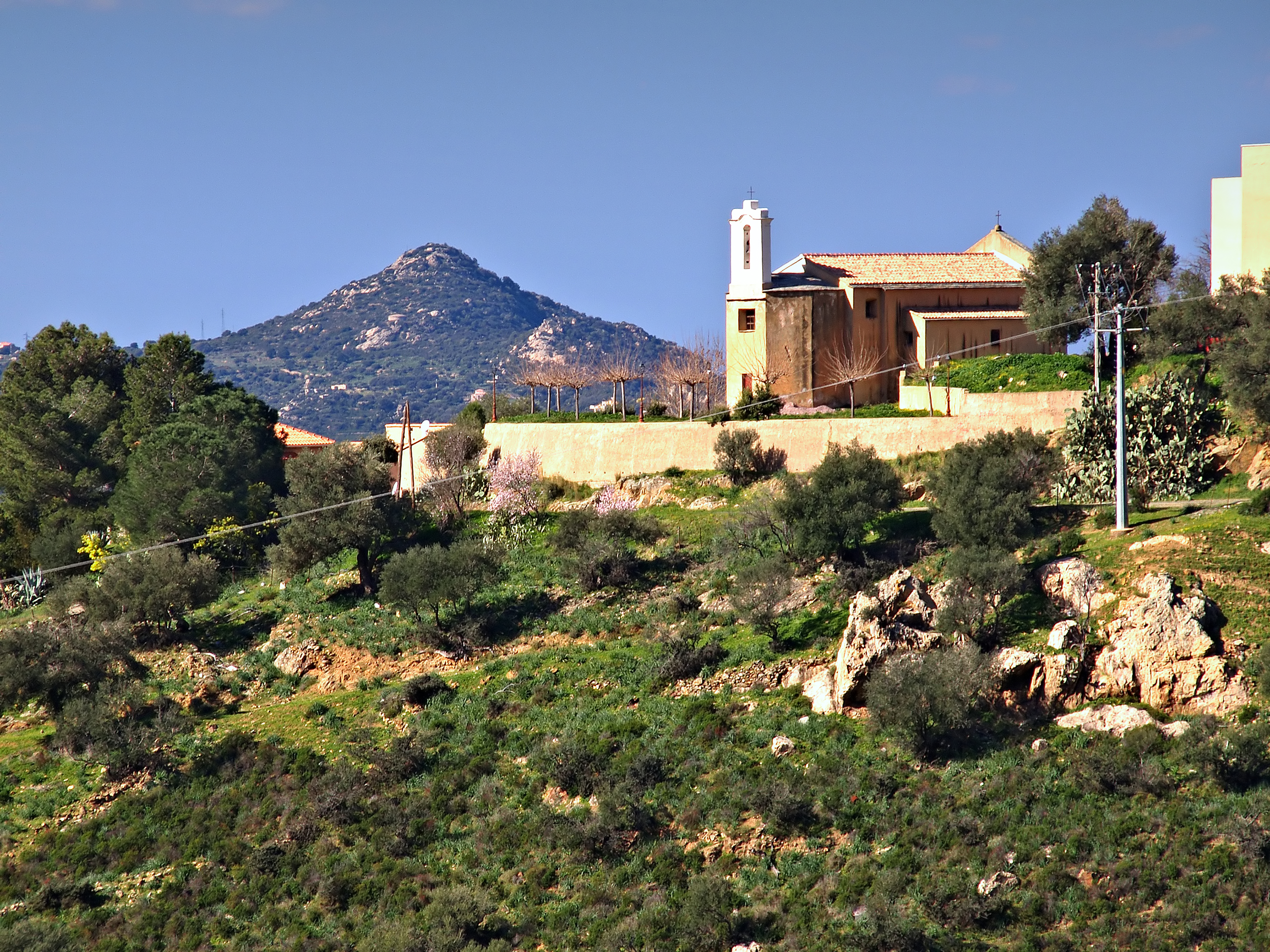
Kapelle San Giovanni
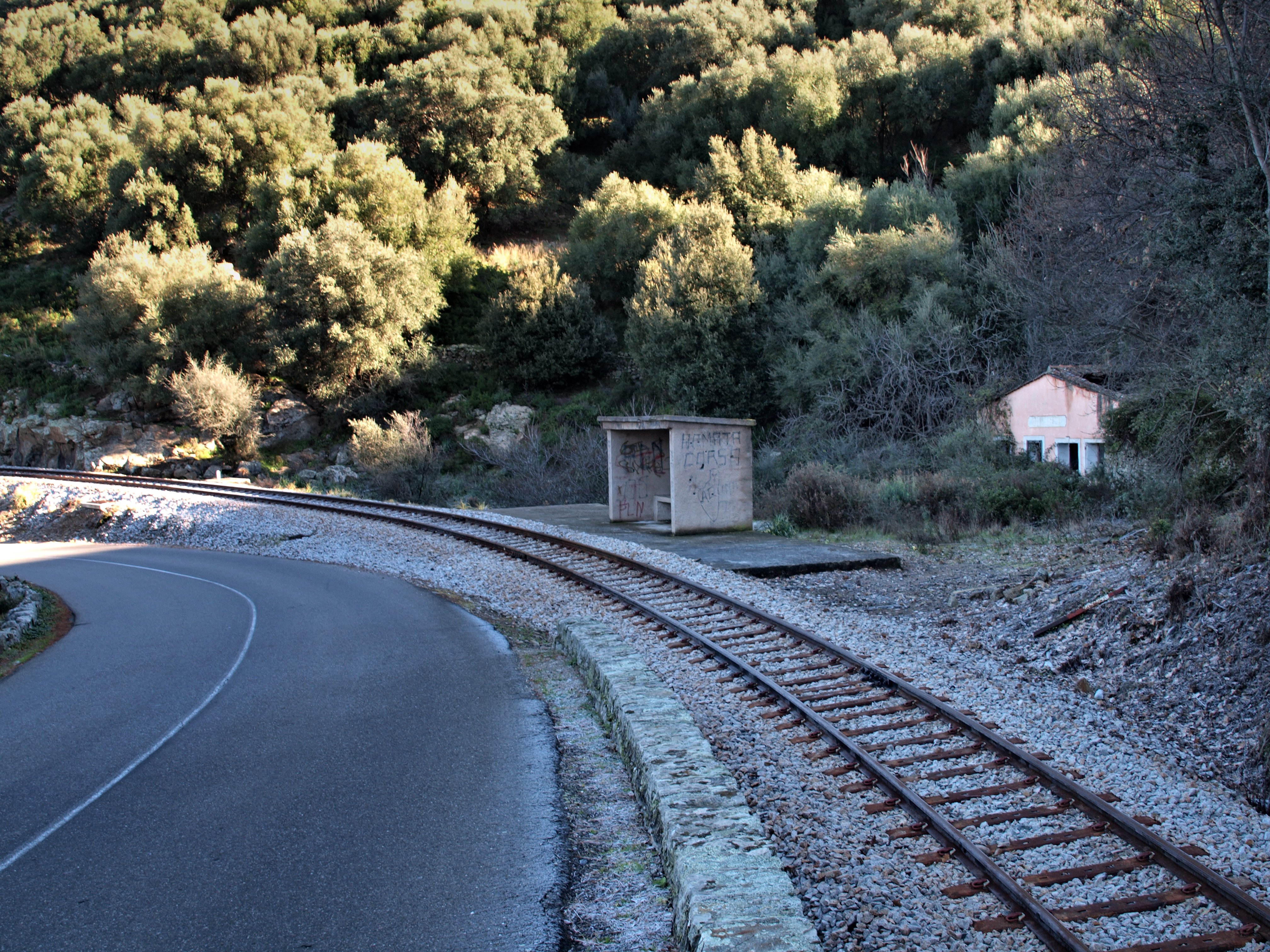
Bahnstation von Belgodère